# Peter Istenič
Peter Istenič, slovenski podčastnik in partizan.
Leta 1943 je vstopil v NOB, kjer je sprva postal borec Logaškega bataljona, nato pa je bil premeščen v Tomšičevo brigado, v kateri je nato služil celotno drugo svetovno vojno.
Po vojni je ostal v JA, kjer je bil inženirski podčastnik. Upokojil se je leta 1973.

## Napredovanja
- zastavnik JLA (?)

## Odlikovanja
- red zaslug za ljudstvo III. stopnje (št. 63.603)
- red ljudske armade s srebrno zvezdo
- red za vojaške zasluge s srebrnimi meči
- red dela s srebrnim vencem (1986)
- priznanje RSLO (št. 1622)
- spominska medalja 10 let JLA 1941-51
- spominska medalja 20 let JLA 1941-61
- spominska medalja 30 let JLA 1941-71
- medalja Logaškega bataljona
- medalja Tomšičeve brigade (št. 1634)
- medalja 3. brigade VDV
- medalja koroških borcev
- medalja za udeležence pohoda 14. divizije na Štajersko 1944-99
- spominski znak ONZ
- medalja domovinske vojne 1944-45 (Bolgarija)